# Йозефштадт
Йозефштадт (нем. Josefstadt) — восьмой район Вены, самый маленький из районов города.
Площадь района составляет 1,1 км², население — 24 365 человек (1 января 2021), плотность населения — 22 956 чел./км².
В Йозефштадте жили большинство мэров Вены. Кроме того, бывший президент Австрии, Хайнц Фишер, проживает в районе, на Йозефштедтерштрасе (Josefstädterstraße). Из-за близости района к Венскому университету, здесь также живёт много студентов.
По результатам муниципальных выборов 2005 года, главой района стал представитель зелёных Хериберт Раджиян (Heribert Rahdjian). Это сделало Йозефштадт вторым районом Вены после Нойбау, где на выборах когда-либо побеждали зелёные.

## Население
| Год  | Численность |
| ---- | ----------- |
| 2005 | 23588       |
| 2006 | 23597       |
| 2007 | 23613       |
| 2008 | 23703       |

| Год  | Численность |
| ---- | ----------- |
| 2009 | 23639       |
| 2010 | 23435       |
| 2011 | 23379       |
| 2012 | 23560       |

| Год  | Численность |
| ---- | ----------- |
| 2013 | 23930       |
| 2014 | 24279       |
| 2015 | 24518       |
| 2016 | 25054       |

| Год  | Численность |
| ---- | ----------- |
| 2017 | 25528       |
| 2018 | 25662       |
| 2019 | 25466       |
| 2020 | 25021       |